# 卡萨斯-德贝尼特斯

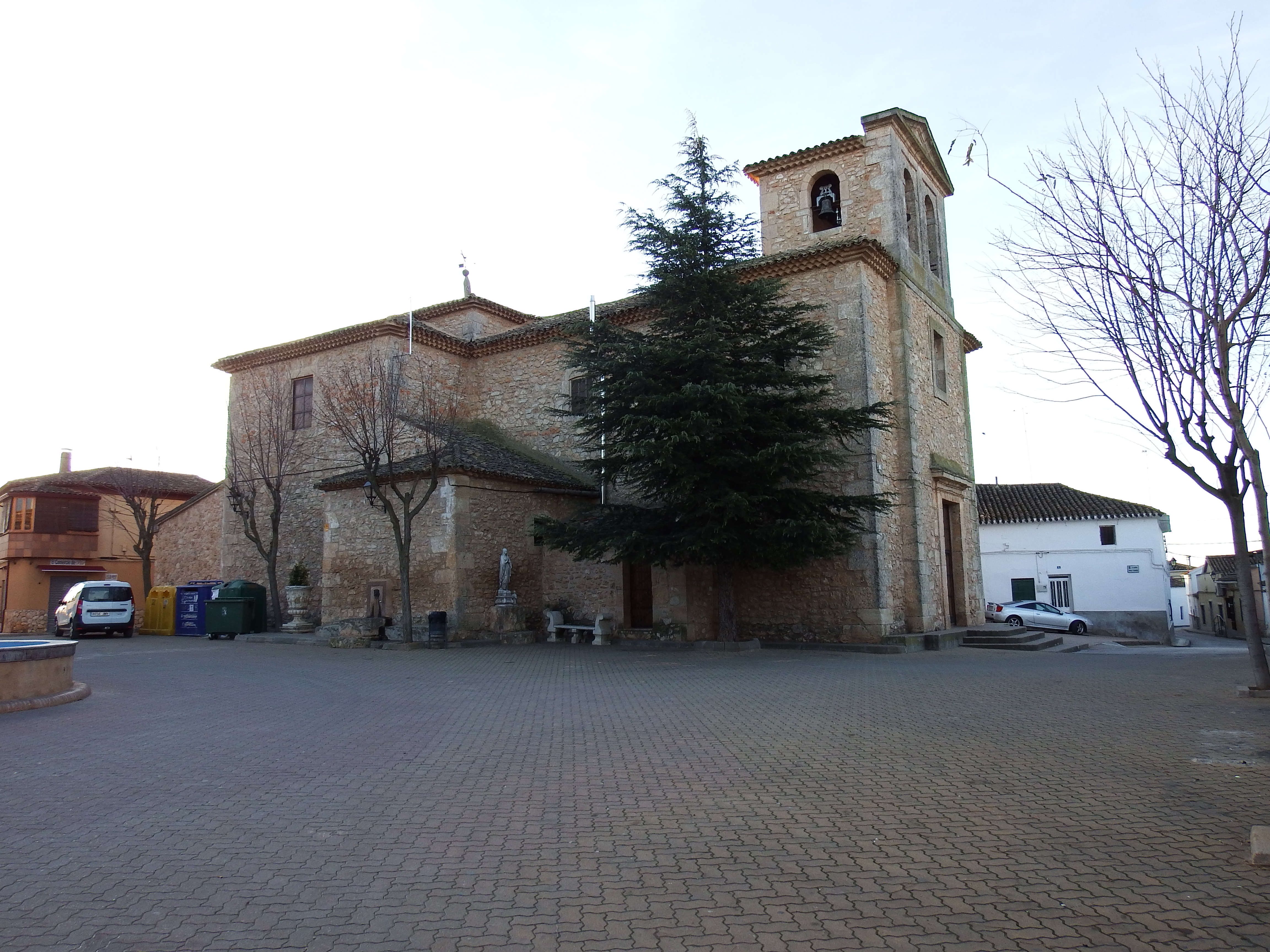

卡萨斯-德贝尼特斯，是西班牙卡斯蒂利亚-拉曼恰昆卡省的一个市镇。总面积47平方公里，总人口1085人（2001年），人口密度23人/平方公里。